# Karl Moór
Karl Moór   (Lázně Bělohrad, 26 de desembre de 1873 - Praga, 30 de març de 1945) de vegades escrit Karel Moór, fou un director d'orquestra, compositor i pedagog musical txec.
Estudià en l'Escola d'orgue de Praga (1895), va fer examen estatal de cant a Viena (1896) i anà a Castelli de Trieste per a prendre més lliçons (1900). Fins al 1923 que s'establí a Praga, ocupà breus direccions i llocs d'ensenyança arreu de Txèquia i Iugoslàvia.
És autor de les òperes Vij (1903) i Hjôrds (Praga, 1905).